# Чистопольская епархия
Чистопо́льская епархия (тат. Чистай епархиясе) — епархия Русской православной церкви в границах Аксубаевского, Алексеевского, Алькеевского, Нижнекамского, Новошешминского, Нурлатского, Спасского, Черемшанского и Чистопольского районов Татарстана. Входит в состав Татарстанской митрополии.

## История
1 марта 1899 года указом Святейшего правительствующего синода учреждено Чистопольское викариатство Казанской епархии специально для ректоров Казанской духовной академии (до её закрытия). Епископы Чистопольские считались первыми викариями Казанской епархии. После 1935 года не замещалось.
Решением Священного синода от 6 июня 2012 года образована самостоятельная Чистопольская епархия, которая была выделена из состава Казанской епархии, с включением в состав Татарстанской митрополии.

## Епископы
Чистопольское викариатство
- 1 марта 1899 — 14 июля 1900 — Антоний (Храповицкий)
- 10 сентября 1900 — 26 марта 1905 — Алексий (Молчанов)
- 18 июля — 27 августа 1905 — Феодосий (Олтаржевский)
- 27 августа 1905 — 17 января 1912 — Алексий (Дородницын)
- 4 марта 1912 — 30 мая 1913 — Анастасий (Александров)
- 29 июня 1913 — 28 февраля 1922 — Анатолий (Грисюк)
- 12 апреля 1922 — конец 1929 — Иоасаф (Удалов)
- 26 апреля 1934 — 17 сентября 1935 — Андрей (Солнцев)

Чистопольская епархия
- 6 июня 2012 — 18 мая 2015, в/у — Анастасий (Меткин), митр. Казанский
- 18 мая 2015 — 4 апреля 2019 — Пармен (Щипелев)
- 4 апреля 2019 — 7 июля 2019, в/у — Феофан (Ашурков), митр. Казанский
- 7 июля 2019 — 13 апреля 2021 — Игнатий (Григорьев)
- 13 апреля 2021 ― 16 марта 2023, в/у — Кирилл (Наконечный), митр. Казанский
- с 16 марта 2023 — Пахомий (Брусков)

## Благочиния
Епархия разделена на 10 церковных округов:
- Аксубаевское благочиние (благочинный — протоиерей Александр Качаев, настоятель храма Феодосия Тотемского в Аксубаево)
- Алексеевское благочиние (протоиерей Павел Чурашов, настоятель храма Воскресения Христова в Алексеевском)
- Алькеевское благочиние (протоиерей Андрей Зиньков, настоятель храма Пресвятой Троицы села Базарные Матаки)
- Нижнекамское благочиние (протоиерей Александр Колчерин, настоятель храма Воскресения Христова в Нижнекамске)
- Новошешминское благочиние (иерей Симеон Камаев, настоятель храма Пресвятой Троицы села Новошешминска)
- Нурлатское благочиние (протоиерей Александр Качаев, настоятель храма Феодосия Тотемского в Аксубаево)
- Покровское благочиние (Нижнекамский район вне города; протоиерей Виталий Кузьмин, настоятель храма Покрова Богородицы села Большого Афанасова)
- Спасское благочиние (протоиерей Андрей Зиньков, настоятель храма Пресвятой Троицы села Базарные Матаки)
- Черемшанское благочиние (иерей Александр Филимонов, настоятель храма Казанской иконы Божией матери села Ульяновки)
- Чистопольское благочиние (иерей Симеон Махортов, настоятель храма Пресвятой Троицы села Чистопольские Выселки)

## Храмы

### Аксубаевский район
- храм Феодосия Тотемского (посёлок Аксубаево)
- храм Великомученика Димитрия (село Восход)
- храм Вознесения Господня (село Сунчелеево)
- храм Казанской иконы Богородицы (деревня Русская Киреметь)
- храм Рождества Иоанна Предтечи (Старое Узеево)

### Алексеевский район
- храм Воскресения Христова (посёлок Алексеевское)
- храм Рождества Христова (село Сахаровка)
- храм Архангела Михаила (село Билярск)
- храм Святой Троицы (село Куркуль)
- храм Николая Чудотворца (село Речное)
- храм Казанской иконы Божией Матери (село Ерыкла)
- храм Происхождения Честных Древ Животворящего Креста Господня (село Новоспасское)
- храм Рождества Богородицы (село Масловка)
- храм Казанской иконы Божией Матери (село Балахчино)
- храм Тихвинской иконы Божией Матери (село Базяково)
- храм Сергия Радонежского (село Чувашская Майна)

### Алькеевский район
- храм Николая Чудотворца (село Сиктерме — Хузангаево)
- храм Успения Богородицы (село Юхмачи)
- храм Святой Троицы (село Кошки)
- храм Рождества Христова (село Борискино)
- храм Воскресения Господня (село Чувашское Бурнаево)
- храм Покрова Богородицы (село Нижнее Кочеево)
- храм Архангела Михаила (село Чувашское Шапкино)
- храм Николая Чудотворца (село Нижнее Колчурино)
- храм Святой Троицы (село Базарные Матаки)

### Нижнекамский район
- храм Воскресения Христова (город Нижнекамск)
- храм Романа Сладкопевца (город Нижнекамск, Нижний Борок)
- храм Иоанна Кронштадтского (город Нижнекамск, Красный Ключ)
- храм Андрея Первозванного (село Борок)
- храм Покрова Богородицы (село Большое Афанасово)
- храм Покрова Богородицы (село Большие Аты)
- храм Космы и Дамиана (посёлок Камские Поляны)
- Свято-Троицкая церковь (село Кармалы)
- храм Иоанна Предтечи (подворье Раифского монастыря, село Кашаево)
- храм Александра Невского (село Наримановка)
- храм Покрова Богородицы (село Шереметьевка)
- храм Казанской иконы Божией Матери (село Сухарево)
- храм Сошествия Святого Духа (село Ачи)

### Новошешминский район
- храм Вознесения Господня (село Слобода Архангельская)
- храм Петра и Павла (село Слобода Петропавловская)
- храм Димитрия Солунского (село Ленино)
- храм Архистратига Михаила (село Черёмуховая Слобода)

### Нурлатский район
- храм пророка Илии (Нурлат)
- храм Серафима Саровского (Нурлат)
- храм Преображения Господня (деревня Биляр-Озеро)
- храм Тихвинской иконы Божией Матери (село Тюрнясево)
- храм Петра и Павла (село Старые Челны)

### Спасский район
- приход Свято-Авраамиевской церкви (г. Болгар)
- Успенская церковь на территории БГИАМЗ (город Болгар)
- храм иконы Божией Матери «Всех скорбящих Радость» (село Антоновка)
- храм Казанской иконы Божией Матери (село Никольское)
- храм Покрова Богородицы (село Полянки)
- храм Рождества Богородицы (село Три Озера)
- храм Покрова Богородицы (село Кузнечиха)
- храм Феодора Болгарского (поселок Ким)
- храм Новомучеников и Исповедников Российских (село Куралово)
- храм Святой Троицы (село Танкеевка)

### Черемшанский район
- храм Архистратига Михаила (село Черемшан)
- храм Рождества Христова (село Черемшан)
- Богоявленский храм (село Кутёма)
- храм Василия Великого (село Аккиреево)
- храм Святителя Николая (село Нижняя Кармалка)
- храм Казанской иконы Божией Матери (село Ульяновка)
- храм Архангела Михаила (село Старое Ильмово)
- храм Димитрия Солунского (село Шешминская крепость)

### Чистопольский район
- Никольский собор (город Чистополь)
- храм Казанской иконы Божией Матери (город Чистополь)
- храм иконы Божией Матери «Умиление» (город Чистополь)
- храм Пресвятой Троицы (село Чистопольские Выселки)
- храм Пресвятой Троицы (село Малый Толкиш)
- храм Воздвижения Креста Господня (деревня Нижняя Кондрата)
- храм Казанской иконы Божией Матери (деревня Верхняя Кондрата)
- храм Петра и Павла (село Бахта)
- храм Николая Чудотворца (село Большой Толкиш)